# بيل كاردن (دبلوماسي)
ديريك تشارلز «بيل» كاردن سي (30 أكتوبر 1921 - 26 أبريل 2006) دبلوماسي ومسؤول استعماري بريطاني. شغل منصب سفير في عدة دول.

## حياته
تلقى تعليمه في كلية مارلبورو وفي كنيسة المسيح بأكسفورد، وانضم إلى العمل السياسي في السودان ثم خدم في حكومة السودان الأنجلو-مصرية حتى الاستقلال. التحق بالسلك الدبلوماسي البريطاني عام 1956. شغل منصب مدير مركز الشرق الأوسط للدراسات العربية بين عامي 1969 و 1973. عمل سفيراً لليمن (1973-1976) وسفيراً في السودان (1977-1979).